# Gunter Schneider (General)
Gunter Schneider (* 8. August 1964 in Eisern, heute Siegen) ist ein Generalleutnant des Heeres der Bundeswehr und seit dem 16. Dezember 2021 Abteilungsleiter Militärstrategie, Einsatz und Operationen im Bundesministerium der Verteidigung.

## Militärische Laufbahn

### Ausbildung und erste Verwendungen
Beförderungen
- 1987 Leutnant
- 1990 Oberleutnant
- 1993 Hauptmann
- 1998 Major
- 2001 Oberstleutnant
- 2010 Oberst
- 2015 Brigadegeneral
- 2019 Generalmajor
- 2022 Generalleutnant

Gunter Schneider trat 1984 in die Bundeswehr beim Jägerbataillon 552 in Böblingen ein, studierte von 1985 bis 1989 Pädagogik an der Universität der Bundeswehr in Hamburg und wurde danach als Zugführer zum Panzergrenadierbataillon 131/132 nach Wetzlar versetzt. 1992 bis 1995 führte er als Kompaniechef die 2. Kompanie des Panzerbataillons 341 sowie die 5. Kompanie des Panzergrenadierbataillons 342, die beide in Koblenz stationiert waren. Danach war er zwei Jahre als S 3-Offizier (Planung, Befehlsgebung und Führung laufender Operationen) der Panzerbrigade 34 in Diez an der Lahn tätig. Von 1997 bis 1999 nahm Schneider am 40. Lehrgang für den Generalstabsdienst des Heeres an der Führungsakademie der Bundeswehr in Hamburg teil.

### Dienst als Stabsoffizier
1999 bis 2001 ging Schneider abermals nach Diez, dort war er als Leiter der Stabsabteilung für logistische Unterstützung (G4) eingesetzt. Im Anschluss folgte eine Verwendung im Führungsstab des Heeres in Bonn, danach als Operationsoffizier im Heeresführungskommando in Koblenz von 2003 bis 2005. Als Kommandeur führte er das Panzergrenadierbataillon 152 in Schwarzenborn bis 2006, während dieser Zeit nahm er als Kommandeur des deutschen Einsatzverbandes im 9. deutschen ISAF-Einsatzkontingentes am Einsatz in Afghanistan teil.
Schneider wurde im Anschluss Referent für personelle Grundsatzangelegenheiten im Bundesministerium der Verteidigung in Bonn und von 2007 bis 2009 dort Personalführer der Obristen mit Generalstabsausbildung. 2009 bis 2010 war er Dezernatsleiter im Personalamt der Bundeswehr in Köln und 2010 bis 2012 Kommandeur des Jägerregiments 1 in Schwarzenborn, wobei er während dieser Zeit erneut am ISAF-Einsatz in Afghanistan teilnahm (Senior Mentor 3. Brigade, 209. ANA-Korps, 28. DEU EinsKtgt ISAF ). Von November 2012 bis September 2014 war Schneider Leiter des Gefechtsübungszentrums des Heeres, dieses übergab er an Oberst Uwe-Alexander Becker.

### Dienst als General
Am 9. Mai 2014 wurde Schneider, als Nachfolge von Brigadegeneral Norbert Wagner, Kommandeur der Panzerlehrbrigade 9. Auf diesem Dienstposten erhielt er auch die Beförderung zum Brigadegeneral. Zum 1. April 2017 gab er dieses Kommando an Oberst Ullrich Spannuth ab und wechselte zum 1. April 2017 als Nachfolger von Brigadegeneral Georg Klein auf den Dienstposten als  Abteilungsleiter IV im Bundesamt für das Personalmanagement der Bundeswehr in Köln.  Zeitweise war hier auch als General Personalbindung für eine bessere Bindung von Bestandspersonal an die Bundeswehr verantwortlich. Diesen Dienstposten gab Schneider zum 1. Februar 2018 an Oberst Hans-Dieter Müller ab, um als Deputy Chief of Staff J7  im Hauptquartier der Resolute Support Mission in Kabul (Afghanistan) in den Auslandseinsatz zu gehen. Auf diesem Dienstposten löste er Brigadegeneral René Leitgen ab. Nach einem Jahr Auslandseinsatz übergab er zum 1. Februar 2019 diesen Dienstposten an Brigadegeneral Markus Kurczyk. Zum 1. April 2019 wurde Schneider Nachfolger von Konteradmiral Martin Krebs als militärischer Vizepräsident im Bundesamt für das Personalmanagement der Bundeswehr in Köln. Zum 16. Dezember 2021 wurde Schneider, als Nachfolger von Generalleutnant Bernd Schütt, Abteilungsleiter Strategie und Einsatz im Bundesministerium der Verteidigung; die Abteilung wurde zum 1. Februar 2024 umbenannt in „Militärstrategie, Einsatz und Operationen“ (MEO).

## Privates
Gunter Schneider ist verheiratet und hat zwei Kinder.